# 高炳火
高炳火（1879年—1956年），生于浙江省甘霖镇塘下村，越剧男演员，越剧创始人之一。早年曾学习落地唱书。1906年，与李世泉等人在草台上试验演出，这是越剧的第一次试验演出。1906年3月27日，高炳火、李世泉等人在甘霖镇东王村舞台上成功演出《双金花》，这便是越剧的第一次演出。之后高炳火等人组成戏班演出，标志着越剧正式形成。